# Pistojärvi
Der Pistojärvi (auch Tichtojärvi, russisch Тихтозеро, Tichtosero) ist ein See im Rajon Kalewala im Nordwesten der Republik Karelien in Nordwestrussland.
Der 39,9 km² große See wird vom Pistojoki von Norden nach Süden durchflossen und zum Werchneje Kuito entwässert.
Der östlich gelegenen See Tirosero wird vom Fluss Ochta zum Pistojärvi entwässert.
Der See liegt in einer fast menschenleeren Gegend.
Die ehemalige Gemeinde Pistojärvi erstreckte sich über dieses Gebiet.